# Печальный свист
«Печальный свист» (яп. 悲しき口笛 Kanashiki kuchibue) — чёрно-белый японский фильм 1949 года режиссёра Миёдзи Иэки, один из ранних фильмов с 12-летней Хибари Мисорой в главной роли.

## Сюжет
Иокогама, первые послевоенные годы.
Демобилизовавшийся Кэндзо Танака находит на месте дома только пепелище и никаких следов своей семьи, включая младшую сестрёнку Мицуко. Бродя по городу, он спасает от забияк возле местного кабаре девушку. Спасённая, которую зовут Кёко Кацукава, живёт вместе со своим отцом, скрипачом Осаму, который пребывает в мечтах и музыке и не способен обеспечить своей семье стабильный достаток; сумев устроиться шофёром, Кэндзо старается им помогать.
Тем временем, его осиротевшая сестрёнка Мицуко, живущая вместе с беспризорниками, пытается найти брата, однако её единственная ниточка для поиска - написанная Кэндзо песня про печальный свист. Пытаясь заработать на жизнь и поиски и понравившись управляющему своей живостью и пением, Мицуко устраивается работать в то самое кабаре...

## В ролях
- Хибари Мисора — Мицуко Танака
- Ясуми Хара[яп.] — Кэндзо Танака
- Кэйко Цусима[англ.] - Кёко Кацукава
- Итиро Сугаи[англ.] - Осаму Кацукава
- Такаси Канда[яп.] — Ямагути
- Сиро Осака[яп.] — Маттян
- Син Токудайдзи — Ёсимура
- Ёсиндо Ямадзи — Ясуда
- Итиро Симидзу - управляющий кабаре

## Съёмочная группа
- Кинокомпания: Shochiku Ofuna
- Продюсер: Такаси Коидэ
- Режиссёр: Миёдзи Иэки
- Сценарий: Нагатоси Киёсима по книге Тосихико Такэды
- Композитор: Ёси Тасиро
- Звукооператор: Хисао Оно
- Художник-постановщик: Фукуносукэ Госё
- Оператор: Рё Нисикава

Дата премьеры фильма - 19 октября 1949

## Дополнительные факты
Одноимённая фильму его главная песня на слова Такаси Фудзиуры и музыку Тадаси Мандзёмэ достигла объёма продаж в виде сингла в количестве, по крайней мере, 500 тысяч копий.
Фильм и в особенности эпизод из него с исполнением этой песни во фрачной паре и цилиндре впоследствии становится репрезентативной иллюстрацией раннего артистизма Хибари; соответствующий образ позднее попадает на одну из пяти почтовых марок мемориальной серии, выпущенной Министерством связи Японии по результатам всенародного опроса 1995 года о наиболее значительных личностях и событиях послевоенного 50-летия, а также становится темой нескольких памятников актрисе и певице, в частности, одного из памятников, Eternal Hibari, в Иваки (префектура Фукусима) и памятника 2002 года, установленного в её родной Иокогаме.